# Штрек

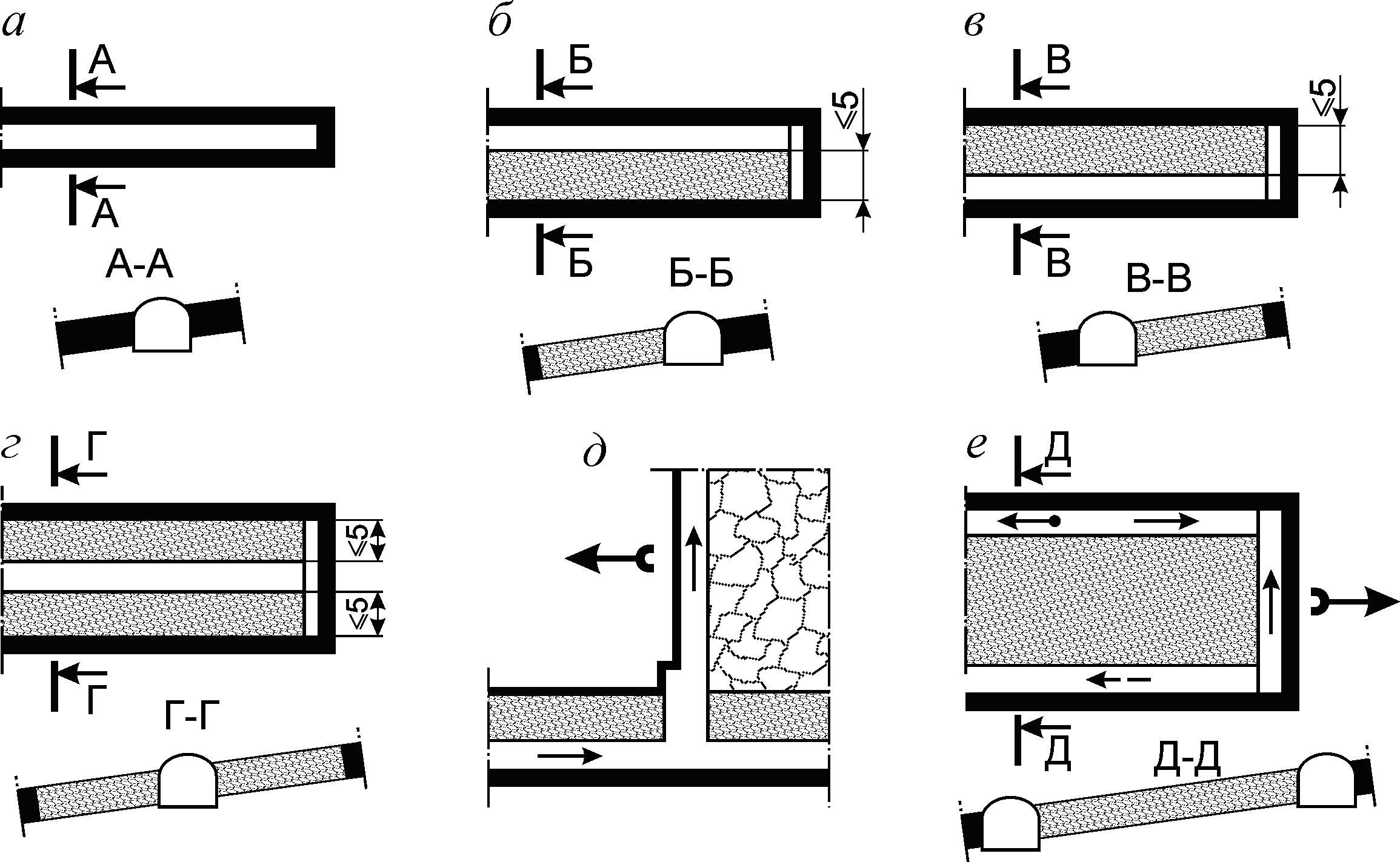
Способи проведення штреків: а — вузьким вибоєм; б, в, г — широким вибоєм, відповідно, з нижньою, верхньою і двосторонньою розкісками; д — схема переходу лавою бутової смуги над штреком, пройденим з верхньою розкіскою; е — проведення спарених штреків

Штрек (нім. Strecke — відстань, маршрут) — горизонтальна (з кутом нахилу не більше 3 градусів) гірнича виробка, яка не має безпосереднього виходу на денну поверхню й розміщена за простяганням крутих і похилих родовищ та в будь-якому напрямку на горизонтальних родовищах.

## Загальний опис
Типові форми поперечного перетину штреків — трапецієподібна і аркова. Кріплення штреків зазвичай рамне металеве, рідко — дерев'яне, комбіноване; у стійких породах, поза зоною впливу очисних робіт використовується також анкерне кріплення.
На копальнях з розробки пластових родовищ розрізнюють пластові штреки (пройдені по пласту корисної копалини, зазвичай з присічкою бокових порід) та польові (пройдені по пустих породах).
При розробці вугільних родовищ застосовуються три способи проведення штреків: вузьким вибоєм, широким вибоєм і спареними вибоями (див. рис.).
У переважній більшості випадків штреки проводяться вузьким вибоєм, що дозволяє застосовувати високопродуктивну прохідницьку техніку і забезпечувати високі швидкості проведення. Однак при цьому породу потрібно видавати на поверхню причому здебільшого разом з вугіллям у вигляді гірничої маси, оскільки організаційно важко здійснювати роздільне транспортування вугілля і породи особливо при конвеєрному транспорті, який в основному застосовується при проведенні виробок.
На пластах товщиною 1,5–2,0 м інколи проводять штреки з односторонньою розкіскою: верхньою (б), нижньою (в) або ж з двосторонньою (г). Ширина односторонньої розкіски не повинна перевищувати 5 м, бо при більшій ширині необхідно проводити косовик, який служить запасним виходом, а також для вентиляції, що ускладнює проведення виробки. Двостороння розкіска може застосовуватися на пластах з меншою товщиною, ніж при односторонній розкісці.
Якщо вентиляційний штрек проводять з нижньою розкіскою або транспортний з верхньою, то при відробці стовпа породу з розкіски потрібно перекидати у вироблений простір позаду вибою лави (д).
Спосіб проведення штреків з розкіскою застосовується в окремих випадках на шахтах, де є труднощі з видачею породи на поверхню.
Більш прогресивним є спосіб проведення штреків спареними вибоями (е), при якому вугільні вибої обох штреків об'єднуються в один загальний вибій. Виїмку вугілля тут можливо здійснювати вуглевидобувними комплексами, а породу від проведення штреків за допомогою закладних комплексів розміщувати у виробленому просторі. Відстань між штреками (ширина розкіски) розраховується, виходячи з товщини пласта і площі поперечного перерізу виробок, з таким розрахунком, щоб розмістити всю породу від їхнього проведення. Один зі штреків, що проводяться спареними вибоями, використовується як транспортний, а інший — вентиляційний.

## Різновиди штреків
- Магістральні (головні) штреки — капітальні виробки, що обслуговують горизонти шахтного поля, поєднують блоки та панелі.
- Бутові штреки — проводяться у виробленому просторі лави шляхом підривання бокових порід (переважно покрівлі) для видобування закладального матеріалу. Штрек бутовий — виробка, яка проводиться за простяганням у виробленому просторі лави шляхом підривки бічних порід (перев. покрівлі) для добування закладального матеріалу.
- Дренажні штреки — призначені для відведення води; проводяться від стовбура шахти та обладнується підняттєвими свердловинами, забивними і наскрізними фільтрами та водовідвідними канавами.
- Штрек акумулюючий — виробка, яка слугує для тимчасового накопичення корисних копалин з подальшим транспортуванням.
- Вентиляційний штрек розташовується вище ярусу або поверху, який обслуговується; використовується для відведення з очисного вибою висхідного струменя повітря.
- Виймальний штрек обмежує підповерх, ярус і виймальний стовп.
- Штрек головний — виробка, по якій йде осн. потік вантажу.
- Штрек корінний — гол. панельний або поверховий Ш., проведений на рівні гол. відкатного або гол. вентиляційного горизонтів шахти, який обслуговує (транспорт, вентиляція тощо) гірничі роботи в межах рівня або двох рівнів шахтного поля.
- Панельний штрек призначений для обслуговування панелей при розробці горизонтальних пластів.
- Штрек польовий — горизонтальна виробка при підземній розробці пластових (вугільних) і рудних родов., яка пройдена по вмісних породах паралельно простяганню родовища.
- Штрек поперечний (виймальний) — горизонтальна виробка при підземній розробці розсипних родовищ.
- Проміжний штрек використовується для підготовки до відробки вищого або нижчого ярусу або підповерху.
- Скреперний штрек розташовується у днищі виймальних дільниць і слугує для доставки руди скреперами.
- Транспортний штрек розташовується нижче ярусу або підповерху, який обслуговується. Він оснащений стрічковим конвеєром для доставки вугілля до рейкових шляхів або монорейкової дороги для доставки матеріалів, обладнання і породи. Використовується, як правило, для підведення до очисного вибою свіжого повітря.
- Поверхові (підповерхові) штреки — підготовчі виробки, що оконтурюють виймальні поля при поверховому способі підготовки шахтного поля. Поверховий штрек проводиться по всій довжині шахтного поля до його межі і призначений для обслуговування робіт у вищому або нижчому поверсі.
- Ярусні штреки — підготовчі виробки, що оконтурюють виймальні поля при панельному способі підготовки шахтного поля. Ярусний штрек проводиться в панелі і призначений для обслуговування робіт у вищому або нижчому ярусі.